# Майоркас, Алехандро
Алехандро Николас Майоркас (англ. Alejandro Nicholas Mayorkas; род. 24 ноября 1959, Гавана, Куба) — американский юрист и государственный деятель кубинского происхождения, министр внутренней безопасности США с 2021 по 2025 год.
Заместитель министра внутренней безопасности США (2013—2016).

## Биография
Майоркас родился в Гаване, в еврейской семье. Вскоре после Кубинской революции его семья бежала во Флориду, а позже обосновалась в Калифорнии. Он с отличием окончил Калифорнийский университет в Беркли по специальности история, впоследствии получил степень доктора философии в Университете Лойолы Мэримаунт. После окончания юридической школы Майоркас работал помощником прокурора Соединенных Штатов и был назначен прокурором Соединенных Штатов по центральному округу Калифорнии в Лос-Анджелесе во время правления президентов Билла Клинтона и Джорджа У. Буша, где он курировал судебное преследование по громким уголовным делам.
Майоркас был членом переходной команды президента Барака Обамы до того, как он вступил в должность в январе 2009 года, где он возглавлял команду, ответственную за уголовный отдел Министерства юстиции США. Майоркас был назначен президентом Обамой директором Службы гражданства и иммиграции США (USCIS). 20 мая 2009 года кандидатура была принята Сенатом; 7 августа 2009 года кандидатура была подтверждена Сенатом голосованием. Будучи директором USCIS, Майоркас руководил получением гражданства Соединенных Штатов посредством повышения эффективности управления и финансовой ответственности, а также гарантировал целостность иммиграционной системы. Он внедрил процесс отсроченных действий в отношении прибытия детей (DACA) за шестьдесят дней. Он руководил усилиями правительства США по спасению детей-сирот после землетрясения в январе 2010 года на Гаити и руководил созданием подразделения по борьбе с жертвами преступлений, что впервые привело к тому, что агентство получило возможность выдавать максимальное количество виз жертвам преступлений.
В 2016 году Майоркас стал партнером в юридической фирме Wilmer Cutler Pickering Hale and Dorr, в их офисе в Вашингтоне, округ Колумбия. 23 ноября 2020 года избранный президент Джо Байден объявил, что выдвинет кандидатуру Майоркаса на должность министра внутренней безопасности в своем кабинете. Кандидатура Майоркаса получила одобрение Братского ордена полиции и бывших министров Тома Риджа, Майкла Чертоффа (которые служили при Джордже У. Буше), Джанет Наполитано и Джея Джонсона (при котором Майоркас служил), который сказал, что Байден "не мог найти более квалифицированного человека". 2 февраля 2021 года Майоркас был утвержден Сенатом 56-43 голосами при значительной оппозиции республиканцев в Сенате. Он был приведен к присяге вице-президентом Камалой Харрис 2 февраля 2021 года. Майоркас является первым беженцем и первым человеком, родившимся в Латинской Америке, который возглавил департамент.
В 2024 году республиканцы возложили на Майоркаса вину за беспрецедентный рост незаконной миграции через границу США с Мексикой. По их мнению, он не принял необходимые меры против этого. 13 февраля 2024 года Палата представителей США поддержала резолюцию об инициировании в связи с этим процедуры импичмента Майоркасу. За это проголосовали 214 членов палаты, 213 проголосовали против.